# Orb (rzeka)
Orb – rzeka w południowej Francji, w departamencie Hérault. Wypływa z Masywu Centralnego. Przepływa przez Bédarieux i Béziers. Uchodzi do Morza Śródziemnego w miejscowości Valras-Plage. Ma 145 km długości.

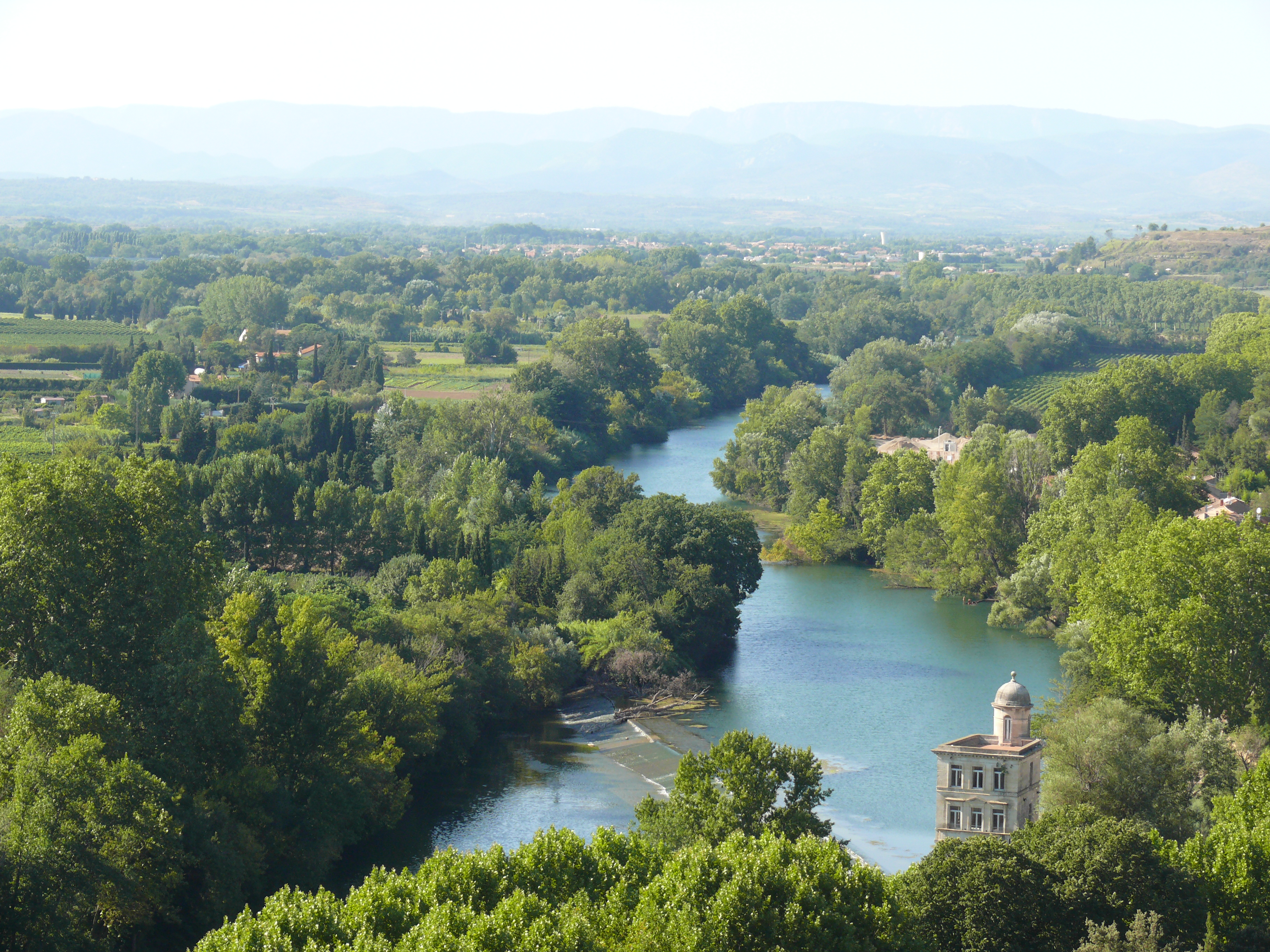
Rzeka Orb - widok w Béziers